# 皮諾收藏
皮諾收藏（Pinault Collection）是法國商人弗朗索瓦·皮諾（François Pinault）藝術和文化資產的持有法人，負責管理皮諾家族的藝術收藏、展覽場地、機構和文化合作夥伴關係、藝術品借貸以及藝術家駐留計畫。

## 博物館

### 威尼斯

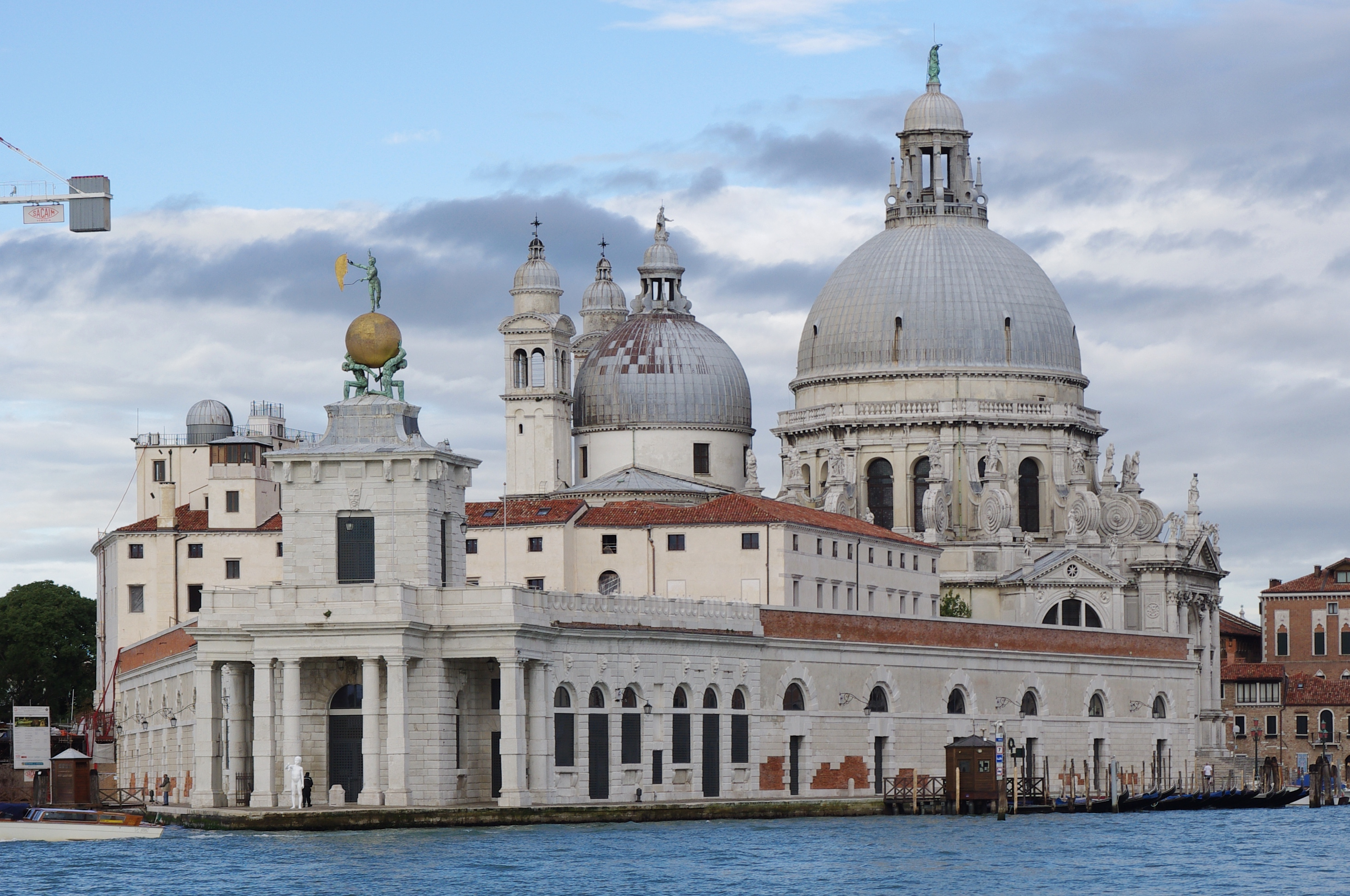
海關大樓博物館

2005年，弗朗索瓦·皮諾從菲亞特集團手中購得了格拉西宮。這座威尼斯建築群由兩座風格迥異的建築組成：一座建於18世紀大運河沿岸的歷史宮殿，以及一座如今已是廢墟的古老劇院－Teatrino劇院。2006年，日本建築師、普立茲克獎得主安藤忠雄受委託進行格拉西宮的翻修工程。同年，新格拉西宮舉行了開幕式，並舉辦了皮諾收藏的藝術展覽。
格拉西宮開幕一年後，威尼斯市議會舉辦了一場競賽，將16世紀的海關大樓改建為當代藝術博物館。弗朗索瓦·皮諾擊敗了所羅門·R·古根漢基金會，贏得了這場競賽。由於這棟建築已被廢棄30多年，皮諾再次聘請安藤忠雄進行翻修。
新博物館擁有5.4萬平方英尺的展覽面積，於2009年落成。
繼格拉西宮（2006年）和海關大樓（2009年）的修復之後，皮諾的威尼斯文化計畫繼續進行，修復了格拉西宮劇院。該項目於2013年完工，由安藤忠雄領導，包括一個擁有200多個座位的新禮堂。劇院自1983年以來一直不對外開放。

### 巴黎

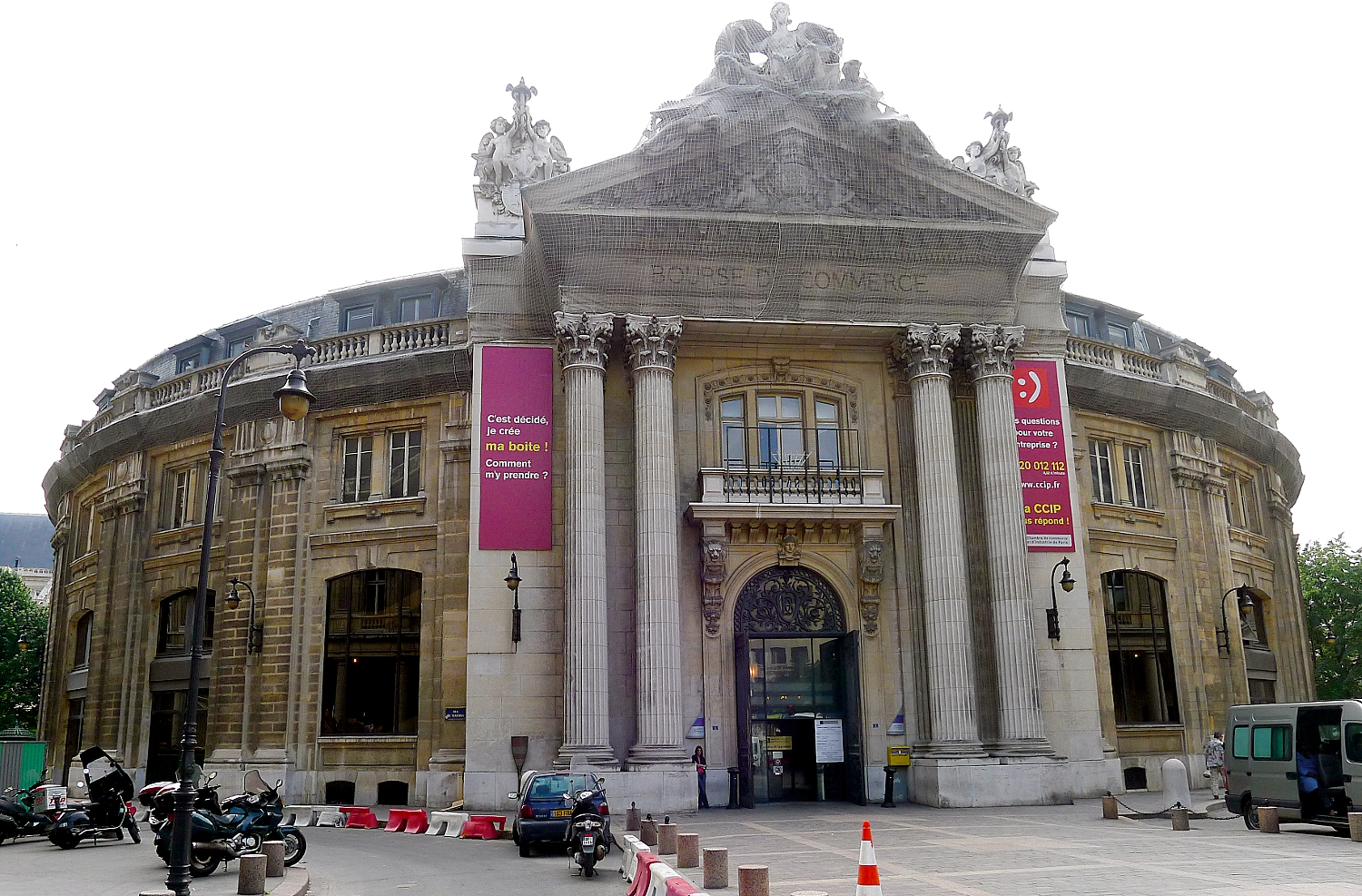
巴黎商業交易所

2016年4月，弗朗索瓦·皮諾和巴黎市議會宣布，計劃將該市的標誌性建築—巴黎商業交易所改建為當代藝術博物館。據報道，該改造工程耗資超過1億歐元。博物館每年將舉辦約10場展覽。根據弗朗索瓦·皮諾介紹，新博物館將與威尼斯的姊妹博物館協同運作。此外，也計劃與其他巴黎藝術機構合作。
弗朗索瓦·皮諾再次委託安藤忠雄進行此次改造。他與皮埃爾-安托萬·加蒂埃（Pierre-Antoine Gatier，法國國家遺產總建築師）、NeM建築事務所的露西·尼內（Lucy Niney）和蒂博·馬卡（Thibault Marca）以及Setec Bâtiment建築設計公司合作，負責該項目的工程設計。建築物的正面、屋頂以及圓頂上的圓形繪畫均得到了修復。中央穹頂下方建造了一個30英尺高、直徑100英尺的混凝土圓柱體，作為主展覽館，堪稱「樓中樓」 The project covers a 32,000 square feet modular exhibition surface and a restaurant on the 3rd floor.。該計畫佔地32,000平方英尺，包含一個模組化展覽面積，並在三樓設有一家餐廳。法國設計師 Ronan & Erwan Bouroullec 負責博物館的內外裝飾。博物館於2021年5月22日開幕。